# 平野聡 (ラジオDJ)
平野 聡(ひらの さとし、1979年2月11日 - )は、日本のラジオDJ。セイ所属。大阪府箕面市出身。血液型はA型。

## 人物
2005年に行われた「第1回 FM AICHI パーソナリティ・コンテスト」でグランプリを獲得。中学時代にラジオを通して音楽と出会う喜びを知り、20歳の時に友人の一言でラジオDJになることを決意する。通算10回のチャレンジでFM802のオーディションに合格し、2009年、FM802のDJとして活動開始。
2017年3月にFM802を卒業し、FM AICHIで帯番組を担当することになったため名古屋に引っ越した。FM AICHI卒業後は再び大阪府内で暮らしている。
趣味はスポーツ、読書、ラグビー観戦など。村上春樹のファンであり、FM AICHIで担当していた番組「Groovin' TODAY」では村上春樹がJFN系列局で不定期で放送される「村上RADIO」の言い方のモノマネをしていた。また、馬場俊英のファンでもあり、大阪時代から仲良くさせてもらっているという。

## 出演番組

### 現在
α-STATION
- GOOD & NEW KYOTO (月曜、火曜 13:00-15:00、2021年4月 - )

### 過去
ラジオ
α-STATION
- SIESTA GRAFFITY (金曜 14:00 - 16:00、2017年4月 - 2021年3月)[1]
- WONDERS! (金曜 7:00-10:00、2021年4月 - 2025年3月)

MBSラジオ
- 朝いちばん!豊島美雪です (リポーター)[3]

FM802
- FUNKY JAMS 802 (木曜<水曜深夜> 3:00 - 6:00、2009年10月 - 2010年3月)[3]
- NIGHT RAMBLER (木曜<水曜深夜> 1:00 - 4:00、2010年4月 - 2012年3月)[3]
- WEEKEND FOR-REST (土曜、日曜 5:00 - 7:00、2012年4月 - 2017年3月)[3]

FM岡山
- TWILIGHT PAVEMENT (水曜、木曜 17:00 - 20:00、2015年4月 - 2017年3月)[3]

エフエム宝塚
- サンデーミュージックフラワー[3][9]

FM AICHI
- Groovin' TODAY (月曜 - 金曜 6:00 - 9:00、2017年4月 - 2020年3月)[3]
- C・Tech FUTURE GENERATION(木曜 20:30 - 21:00、2019年10月 - 2020年3月)[3]

## アリーナDJ
- Fリーグ シュライカー大阪[3]

## 館内DJ
- ラ・セレナ[3]